# 우기훈
우기훈(1996년 12월 30일~)은 대한민국의 배우이다. 솔로몬의 위증 (드라마), 두번째 스무살, 실종느와르 M 등의 드라마에서 여러 역할을 수행했다.

## 참여 작품

### 텔레비전 시리즈
- 2015년 tvN 《두번째 스무살》
- 2015년 OCN 《실종느와르 M》
- 2016-2017년 jtbc《솔로몬의 위증》 -김민석 역
- 2017년 크로스 (드라마)
- 2018년 오늘의 탐정
- 2018년 열두밤

### 영화
- 2017년 인간, 공간, 시간 그리고 인간 - 기석 역